# Toni Espinosa
Toni Espinosa Teixidor, (nacido el 17 de marzo de 1971 en La Escala, Gerona) es un jugador de baloncesto español. Actualmente milita en el Basquet Bisbal, en la categoría de Copa Cataluña.

## Biografía
Con 2.02 de estatura, su puesto natural en la cancha era el de pívot. Jugó la mayor parte de su carrera deportiva en el  Club Bàsquet Girona, equipo en el que se formó, formando parte de la primera plantilla gerundense durante 13 temporadas y en el que tiene retirada la camiseta, con el dorsal 31.
En agosto de 2018 se oficializó su vuelta a las pistas con 47 años. En este nueva etapa jugaría con el CEB Girona en Copa Cataluña, compartiendo vestuario con su hijo Toni. Debutó en la categoría el 29 de septiembre de 2018, con una victoria ante el Club Bàsquet Mollet (80–68). Además estrenó un nuevo dorsal, el 47, en referencia a la edad con la que vuelve a las pistas..

## Trayectoria
- Club Bàsquet Girona. Categorías inferiores.
- 1988-89 Club Bàsquet Girona junior.
- 1989-91 Club Bàsquet Girona.
- 1991-92 Lotus Santa Coloma.
- 1992-93 Club Baloncesto Gran Canaria.
- 1993-94 Club Bàsquet Girona.
- 1994-96 Club Baloncesto Gran Canaria.
- 1996-97 Melilla Baloncesto.
- 1997-98 C.B. Tenerife Canarias.
- 1997-06 Club Bàsquet Girona.
- 2018-Actualidad CEB Girona